# Митьки (Гомельская область)
Митьки (бел. Міцькі́) — деревня в Михалковском сельсовете Мозырского района Гомельской области Республики Беларусь.

## География

### Расположение
В 22 км на юг от Мозыря, 154 км от Гомеля, 17 км от железнодорожной станции Мозырь (до 2024 года «Козенки»), на линии Калинковичи — Овруч.

### Гидрография
На севере берёт начало река Солокуча (приток реки Припять).

## Транспортная сеть
На автодороге Мозырь — Наровля. Планировка состоит из прямолинейной улицы, ориентированной с юго-востока на северо-запад (по обе стороны дороги) и застроенной деревянными крестьянскими усадьбами.

## История
По письменным источникам известна с XVI века как село в Мозырском повете Минского воеводства Великого княжества Литовского. После 2-го раздела Речи Посполитой (1793 год) в составе Российской империи. На плане 1864 года одна улица. Дворянка С. Г. Яблонская владела здесь в 1889 году 575 десятинами земли. Согласно переписи 1897 года в деревне Митьки действовал хлебозапасный магазин, хутор Малые Митьки, в усадьбе Митьки водяная мельница. В 1908 году в Михалковской волости Мозырского уезда Минской губернии. В 1914 году открыта школа, которая размещалась в наёмном крестьянском доме.
В 1926 году организована сельскохозяйственная артель. В конце 1920-х годов эти населенные пункты объединились в один. В 1930 году организован колхоз «Новые Митьки», работали кузница и шерсточесальня. Во время Великой Отечественной войны 11 января 1944 года освобождена от немецкой оккупации. 50 жителей погибли на фронте. Согласно переписи 1959 года в составе совхоза «Мозырский» (центр — деревня Рудня). Действовали клуб, фельдшерско-акушерский пункт.

## Население

### Численность
- 2004 год — 54 хозяйства, 82 жителя.

### Динамика
- 1795 год — 3 двора.
- 1864 год — 28 дворов.
- 1897 год — 76 дворов, 437 жителей; на хуторе 4 двора, 20 жителей; в усадьбе 1 двор, 22 жителя (согласно переписи).
- 1908 год — 460 жителей.
- 1917 год — в деревне Митьки 50 жителей в околице Митьки Малые 39 жителей, в усадьбе 9 жителей.
- 1925 год — в деревне Великие Митьки 110 дворов, на хуторе Малые Митьки 9 дворов.
- 1959 год — 299 жителей (согласно переписи).
- 2004 год — 54 хозяйства, 82 жителя.

## Инфраструктура
Вблизи деревни расположен Мозырский нефтеперерабатывающий завод.

## Известные лица
В 1894—1919 гг. здесь проживал педагог и публицист Михаил Васильевич Родевич.